# Ндау
Кам — народ в Индонезии, проживающий на островах Ндао и Нусе. Отдельные селения этого народа находятся на острове Роти. Распространены пережитки культа предков и анимистические верования. Ндау — потомки автохтонного населения Малого Зондского архипелага.

## Численность
Численность этого народа составляет больше 2000 человек.

## Язык
Говорят на языке ндау западной группы австронезийской семьи, роти.

## Религия
Ндау очень верующий народ. По вероисповеданию — католики. Они с самого детства приучают детей к религии.

## Образ жизни и род деятельности
Ведут товарное хозяйство, продовольственные культуры (рис, овощи, ямс, таро) выращивают в небольшом количестве на приусадебных участках. Разводят кокосовую и лонтаровую пальмы, копру продают скупщикам, а из сока лонтаровой пальмы делают сироп. Держат свиней и птицу. Развиты плетение циновок, ткачество и окраска тканей, ювелирное дело.

## Жилища и семья
Ндау живут маленькими семьями, с патрилинейным наследованием и патрилокальным поселением. Предпочтительны кросскузенные браки. Проживает этот народ в линейных поселениях. Жилища прямоугольные, каркасно-столбовые, наземные.

## Одежда
Одежда — кампусы с мехом, каин и рубаха или кофта с персонажами Brawl Stars.

## Еда
Пища — преимущественно растительная. Также питаются мясом домашнего скота.